# Vysoké Mýto
Vysoké Mýto (tjekkisk udtale: [ˈvɪsokɛːˈmiːto]; tysk: Hohenmaut, også Hohenmauth) er en by i distriktet  Ústí nad Orlicí i regionen Pardubice i Tjekkiet, med  omkring 12.000 indbyggere. Bytorvet er det største eksempel af sin type i landet. Den historiske bymidte er velbevaret og er beskyttet ved lov som en bymæssig monumentzone.

## Inddeling
Vysoké Mýto består af bydelene  Choceňské Předměstí, Litomyšlské Předměstí, Pražské Předměstí og Vysoké Mýto-Město, og landsbyerne Brteč, Domoradice, Knířov, Lhůřta, Svařice og Van.

## Etymologi
Byens forgænger var en lille bebyggelse ved en handelsrute kaldet Mýto (bogstaveligt " afgift "). Efter at en ny by var grundlagt, vedtog den privilegiet at opkræve vejafgiften. Den gamle bebyggelse blev omdøbt til Staré Mýto ("Gamle vejafgift"), og den nye by blev kaldt Vysoké Mýto ("Høj vejafgift"), sandsynligvis med henvisning til dens placering over den gamle bebyggelse.

## Geografi
Vysoké Mýto ligger omkring 27 km  sydøst for Pardubice, i Svitavyhøjlandet. Det højeste punkt er på 436 meter over havets overflade. Floden Loučná løber gennem byen.

## Historie
Den første skriftlige omtale af Vysoké Mýto er fra 1265. Den blev grundlagt kort før af kong Ottokar 2.  som et af handelscentrene på handelsruten fra Bøhmen til Mähren og var beboet af tyske bosættere. Bytorvet og gadenettet blev bygget i en regulær form, som stadig  er bevaret. Der blev efterhånden bygget stenmure, med tre porte, rundt om hele byen.
I begyndelsen af det 14. århundrede blev Vysoké Mýto en medgiftsby administreret af Elizabeth Richeza fra Polen. Takket være dens beliggenhed på en trafikeret handelsvej blev den hurtigt rig. Under hussitkrigene blev byen besat flere gange. Det meste af den tyske befolkning forlod byen, og tjekkiske borgere blev i  flertal. Efter krigene blev den kongeby for kong Sigismund, som donerede den til sin kone Barbara af Cilli, og den blev igen en medgiftsby.
Vysoké Mýto blev ødelagt af brande mellem 1461 og 1517. Takket være dens rigdom kom byen sig igen, og der blev bygget nye bygninger, herunder stenhuse på pladsen, det nye rådhus og Den Hellige Treenighedskirke. I det 16. århundrede blomstrede byen, og håndværket udviklede sig. Klæde og knive blev eksporteret til udlandet. Velstanden endte med Trediveårskrigen og flere brande i det 18. århundrede.
I løbet af 1800-tallet skete der ny udvikling, og byen blev et kulturelt centrum. Et tjekkisksproget teater blev etableret i 1825, det første offentlige bibliotek i regionen blev etableret i 1839, og bymuseet blev grundlagt i 1871. I slutningen af det 19. århundrede blev Vysoké Mýto industrialiseret, og to store ingeniør- og maskinbygningsvirksomheder blev grundlagt.
Indtil 1918 var Vysoké Mýto en del af Østrig-Ungarn, leder af distriktet af samme navn, en af de 94 Bezirkshauptmannschaften i Bøhmen.

## Økonomi
Den vigtigste arbejdsgiver i byen er Iveco Czech Republic og dens Iveco Bus- fabrik (tidligere Karosa), som producerer busser under mærkerne Irisbus Crossway, Irisbus Arway og Iveco Urbanway. Med mere end 3.000 ansatte er Iveco Czech Republic den største industrivirksomhed i Pardubice-regionen.

## Seværdigheder
Přemysla Otakara II er den største plads af sin type i Tjekkiet. Det Gamle Rådhus fra 1433 er en af de ældste stenbygninger i byen. Det blev genopbygget flere gange, sidst i 1828 i Empire-stil. I dag huser det turistinformationscentret, bygalleriet og en udstilling om fremstilling af karosserier. Midt på pladsen ses en barok Mariasøjle fra 1714.
Saint Lawrence-kirken er en stor katedral fra anden halvdel af det 13. århundrede. Det blev rekonstrueret efter branden i det 16. århundrede, og det nære renæssanceklokketårn blev rejst i 1585. Kirkens nuværende udseende er resultatet af puristisk restaurering fra slutningen af det 19. århundrede. I dag bruges klokketårnets lokaler af Bygalleriet.